# Faydang Lobliayao
Faydang Lobliayao (RPA (en) : Faiv Ntaj Lauj Npliaj Yob) est un leader Hmong rouge du Laos qui se range au côté des Việt Minh, suivi par de nombreux Hmong, lors du coup de force japonais du 8 mars 1945.
Il n'était pas inscrit au parti communiste mais était une figure importante du Pathet Lao.
Il est vice-président de l'assemblée nationale, s'inquiète du sort de son ethnie et envoie un message : « Il est dommage qu'un certain nombre de Laos Ungs (Hmong) aient quitté le pays, victimes de manœuvres mensongères et impérialistes ».